# Kibe Miran
Miran Kibe (sinh ngày 18 tháng 6 năm 1994) là một cầu thủ bóng đá người Nhật Bản.

## Sự nghiệp câu lạc bộ
Miran Kibe đã từng chơi cho Matsumoto Yamaga FC.